# Браун, Иван Осипович
 Иван Осипович (Иоганн Баптист) Браун  (нем.  Johann Baptist Braun ; до 1779 — 1819) — профессор и первый выборный ректор Казанского университета.

## Биография
Происхождением — австриец; родился в 1777 или 1778 году (у Половцова — в 1774 году). Медицинское образование получал в Венском университете, по окончании которого в 1802 году получил степень доктора медицины и хирургии и звание окулиста.
После приезда в Российскую империю 18 ноября 1803 года был назначен на должность прозектора Виленской медико-хирургической академии.
Был приглашён в Императорский Казанский университет и 15 мая 1807 года он был назначен на кафедру анатомии, физиологии и судебной врачебной науки, освободившуюся после увольнения профессора И. П. Каменского.
Был избран 4 сентября 1813 года ректором Казанского университета, а 24 февраля 1814 года был утверждён в этой должности. В 1817 году был избран ректором на второй срок. Одним из достижений ректорской деятельности И. О. Брауна стала закупка оборудования для медицинской кафедры.
Скончался в Казани 8 (20) января 1819 года.
Был женат на вдове профессора К. А. Фойгта — Елизавете Карловне, урождённой Эйлер, внучке Леонарда Эйлера.